# Hugo Duminil-Copin
Hugo Duminil-Copin (Châtenay-Malabry, 26 de agosto de 1985) é um matemático francês.

## Vida
Duminil-Copin frequentou o Lycée Louis-le-Grandem Paris e estudou na Escola Normal Superior de Paris (Agrégation 2008) e obteve o mestrado na Universidade Paris-Sul, orientado por Wendelin Werner. Em 2011 obteve um doutorado na Universidade de Genebra, orientado por Stanislav Smirnov. Permaneceu como pós-doutorando em Genebra, onde é Professor Assistente. É pesquisador do Instituto Weizmann de Ciência.
Foi pesquisador convidado do Instituto de Matemática Pura e Aplicada.
Em 2012 recebeu o Prêmio Rollo Davidson e em 2013 o Prêmio Oberwolfach.
Foi palestrante convidado do Congresso Internacional de Matemáticos no Rio de Janeiro (2018: Sixty years of percolation).

## Obras
- La percolation, un jeu de pavages aléatoires, Pour la Science, September 2011
- com Roland Bauerschmidt, Jesse Goodman, Gordon Slade: Lectures on self-avoiding walks, IMPA, Clay Math. Institute, 2010, Arxiv
- com Stanislaw Smirnow Conformal invariance of lattice models, Lecture Notes, Arxiv